# Mary Cover Jones
Mary Cover Jones (Johnstown, 1 september 1896 - Santa Barbara, 22 juli 1987) was een Amerikaanse psychologe. Ze was in de eerste plaats bekend door haar samenwerking met John Broadus Watson in de behandeling van Peter, een jongetje met angstproblemen. Hierdoor werd ze een pionier van de gedragstherapie en ook wel de "moeder van de gedragstherapie" genoemd. Ook later leverde ze nog belangrijke bijdragen aan de ontwikkelingspsychologie.

## Privé-leven, studies en werk
Haar eigenlijke naam was Mary Cover. Ze groeide op in Johnstown. Haar hogere studies volgde ze van 1915 tot 1919 aan het Vassar College in New York. Ze was er erg geëngageerd en werd voorzitster van de "Socialist Club"; ze schreef er onder meer een paper over de geschiedenis van het socialisme. Ze beschouwde zichzelf vooral als een pacifiste. Mary Cover werd een vriendin van haar jaargenote Rosalie Rayner. Deze laatste ging in 1919 verder studeren aan de Johns Hopkins-universiteit en werd er assistente van John Broadus Watson. Mary Cover volgde op aanraden van haar vriendin een lezing van Watson in New York en was hiervan erg onder de indruk. Omdat haar broer aan de Columbia-universiteit studeerde, vervolgde Cover ook daar haar studies. Ze studeerde psychologie en werd assistente van Robert S. Woodworth. In 1920 behaalde ze er haar masters diploma.
In 1919 leerde ze Harold Jones kennen en in 1920 trouwden ze. Sindsdien nam ze de naam Mary Cover Jones aan. Onder deze naam verschenen al haar publicaties. Beiden werkten toen nog aan hun doctoraat. Mary Cover Jones behaalde haar doctoraatstitel in 1926. Intussen had ze reeds twee kinderen gekregen. In 1927 verhuisden ze naar Californië, waar haar man een job was aangeboden.
Vanaf 1927 ging Mary Cover Jones aan de slag als onderzoeksassistente bij de Universiteit van Californië - Berkeley. In 1952 werd ze er assistent-professor en in 1959 professor.
Haar man overleed in 1960 aan een hartaanval. Hierna ging ze nog datzelfde jaar op emeritaat, maar bleef nog actief betrokken bij het departement onderwijs van Berkeley. Na haar emeritaat ging ze gedurende vijf jaar aan de slag bij het "Institute for the Study of Human Problems" aan de Stanford-universiteit. Ook nadien bleef ze er nog werken.
In 1987 overleed ze op 90-jarige leeftijd.

## Onderzoek

### Angst en conditionering: Peter
Haar eerste grote prestatie was haar doctoraatsonderzoek. Dit werd begeleid door John Watson; zijn naam werd nergens officieel vermeld omdat hij ontslagen was van de Johns Hopkins-universiteit omwille van zijn relatie met Rosalie Rayner. In 1924 verschenen de eerste twee artikels van Cover Jones: "The elimination of children's fears" en "A laboratory study of fear: The case of Peter". In het eerste artikel beschreef ze reacties van kinderen van 3 maanden oud tot 7 jaar op het alleen gelaten worden, in een donkere kamer verblijven, het bij andere kinderen zijn die angstreacties vertonen, het tonen van verschillende dieren, enz. Vervolgens werden bij kinderen die angstig reageerden verschillende methoden uitgetest om de angst uit te verhelpen: afleiding, verbale instructies, enz. Alleen rechtstreekse contraconditionering van de angst uitlokkende stimulus met een andere, aangenamere stimulus had effect, evenals sociale imitatie, waarbij het kind bij een ander, niet angstig kind werd geplaatst. Het tweede artikel illustreert deze methoden bij de driejarige Peter (het onderzoek begon op de leeftijd van 2 jaar en 10 maanden), die angst had voor een witte rat, een konijn en andere harige voorwerpen. Dit artikel maakte haar de voorloopster van de gedragstherapie. Ze gebruikte aspecten van vooral klassieke conditionering, als operante conditionering en modeling. Het onderzoek was uitdrukkelijk een vervolg op het Little-Albert-experiment, waarin de conditionering van angst bij een kind werd onderzocht. Cover Jones ging na hoe deze angst kon ongedaan gemaakt worden. Ze was hiermee de eerste die wetenschappelijk onderzochte leertheorieën toepaste in de behandeling van mensen. Joseph Wolpe herkende in haar werk de systematische desensitisatie en vereerde haar in 1974 met de titel "moeder van de gedragstherapie". Omdat het werk met Peter een gevalsstudie was, werd het niet aanvaard voor haar doctoraatsthesis. Op aangeven van Watson onderzocht ze hiervoor de ontwikkeling van verschillende gedragspatronen bij meer dan 200 jonge kinderen.
Hoewel haar eerste onderzoeken belangrijk zijn in de geschiedenis van de gedragstherapie, kregen ze in eerste instantie weinig reactie en navolging. Cover Jones was hierdoor zo ontgoocheld dat ze deze onderzoekslijn stopzette en zich volledig ging toeleggen op de ontwikkelingspsychologie. Haar werk met de kleine Peter is sinds de jaren 1960 wel de meest geciteerde van haar publicaties.

### Ontwikkeling van kinderen
De ontwikkeling van kinderen bleef het thema waarmee ze tijdens haar verdere leven aan de slag ging en waarover ze verder publiceerde. Ze was actief betrokken bij drie belangrijke longitudinale onderzoeken: de Guidance Study, die in 1928 startte onder leiding van Jean Macfarlane, de Berkeley Growth Study, die eveneens in 1928 startte onder leiding van Nancy Bailey en Lotta Wolff en vooral de Oakland Growth Study, die in 1932 startte onder leiding van haar man Harold Jones en Herbert Stolz. De drie onderzoeken liepen bijzonder lange tijd, tot meer dan 60 jaar. Na de dood van haar man werkte ze gedurende vijf jaar intensief rond het thema alcoholproblemen aan de Stanford-universiteit. Ze vond onder meer een verband tussen het drinkpatroon van mannen van in de 40 jaar en persoonlijkheidskenmerken in hun jeugd. Met veel van haar proefpersonen onderhield ze langdurig zeer goede contacten. Meer dan 150 van hen waren aanwezig op een herdenkingsviering voor haar in september 1987 in de Universiteit van Californië - Berkeley.

## Publicaties
Mary Cover Jones publiceerde meer dan 100 artikels, hoofdstukken en monografieën. In 1952 maakte ze samen met haar man de eerste educatieve televisiereeks over kinderpsychologie.

## Erkenning
Naast de erkenning als "moeder van de gedragstherapie" kreeg ze in 1968 de G. Stanley Hall Award van de American Psychological Association voor haar bijdragen in de ontwikkelingspsychologie.
- Gemeinsame Normdatei: 172176344
- International Standard Name Identifier: 0000 0004 4938 4797
- Library of Congress Control Number: no91012490
- Nationale Bibliotheek van Israël: 987007385676405171
- Nederlandse Thesaurus van Auteursnamen: 074777181
- SNAC: w6bp1508
- Système universitaire de documentation: 160767652
- Virtual International Authority File: 283740734
- WorldCat: E39PBJkT9HKThrfBWVMxqJRHYP